# Jardines de Mecenas

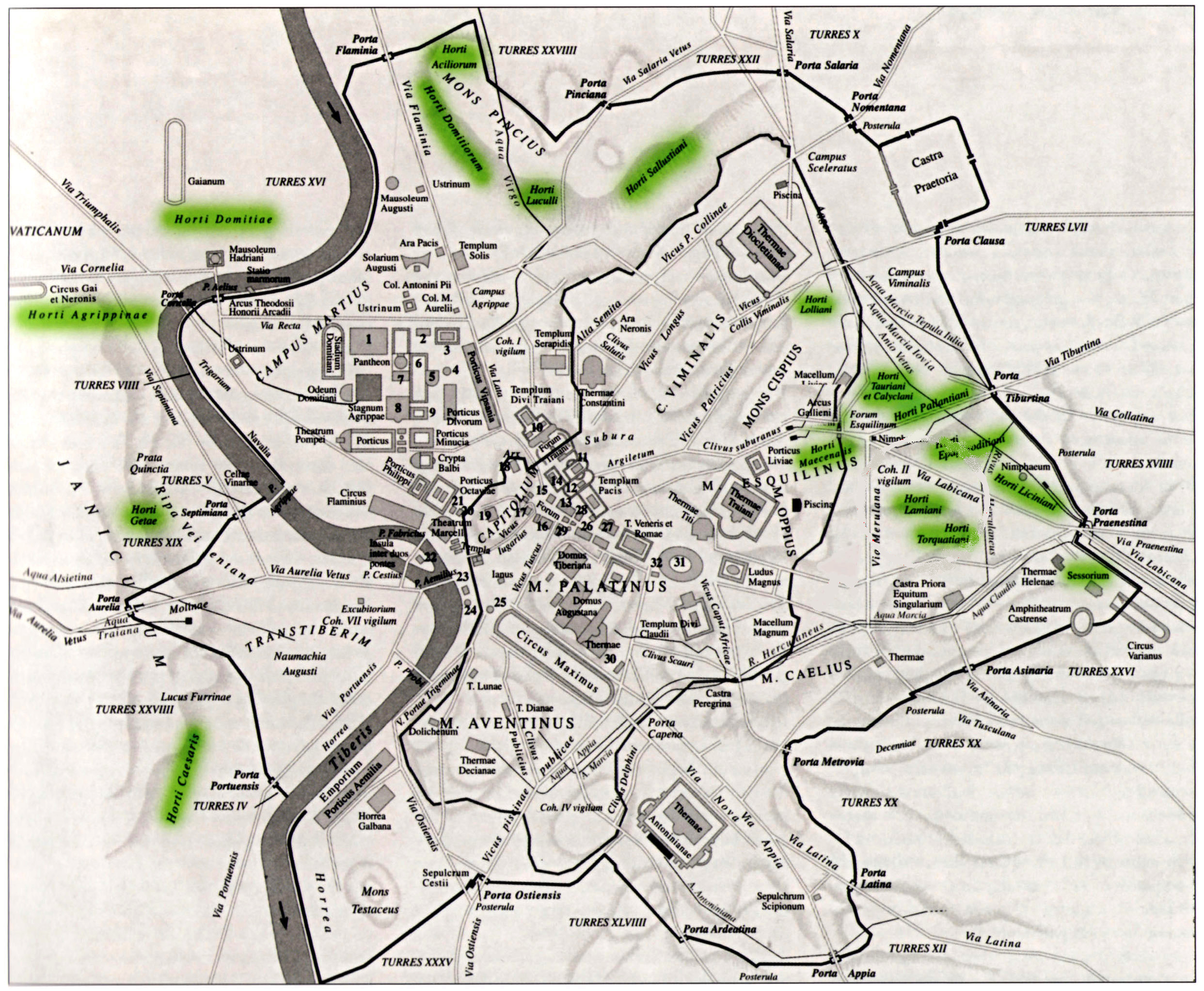
Horti de la antigua Roma, con la posición de los jardines de Mecenas dentro del círculo rojo.

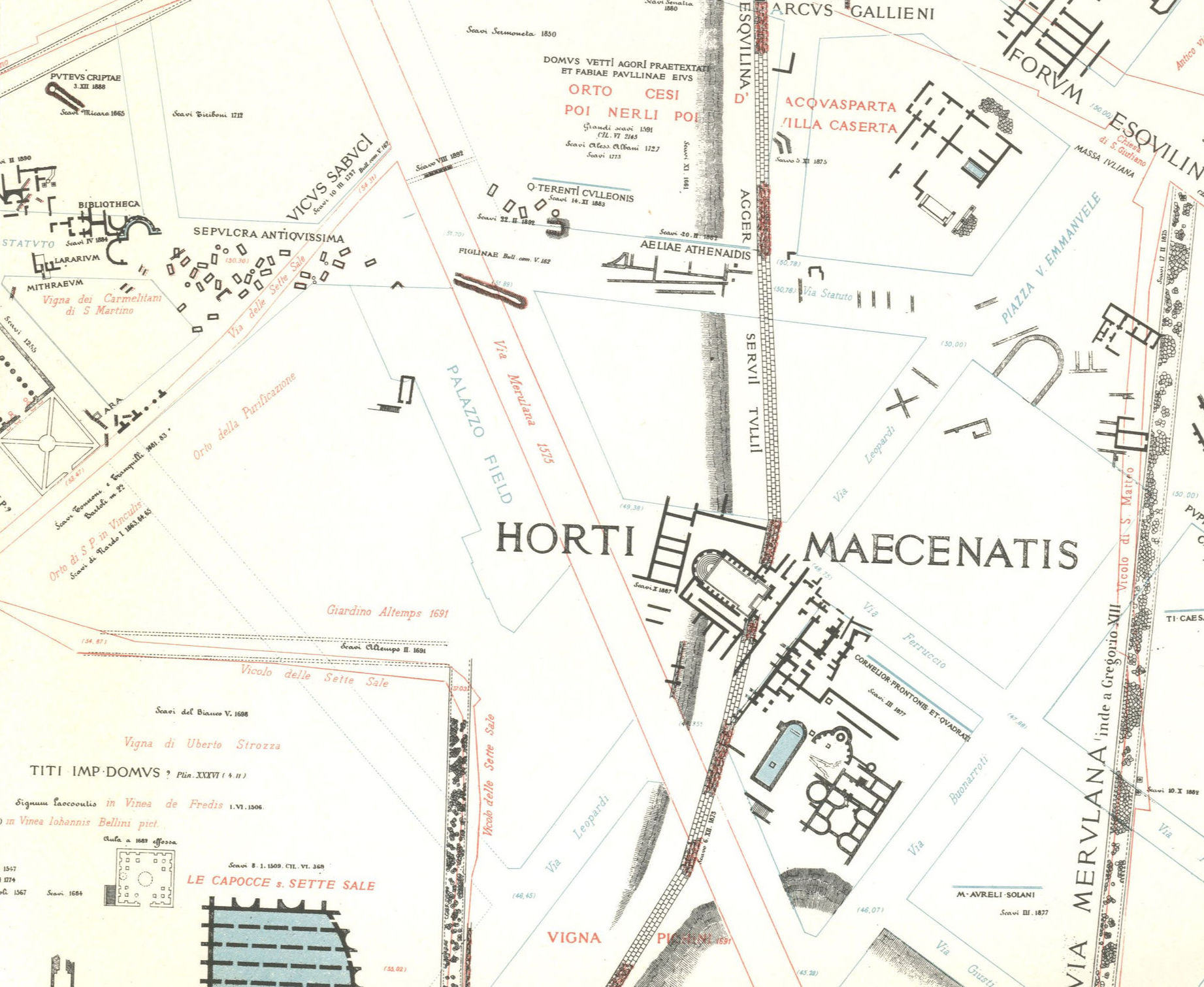
Mapa de las excavaciones, Lanciani, 1901

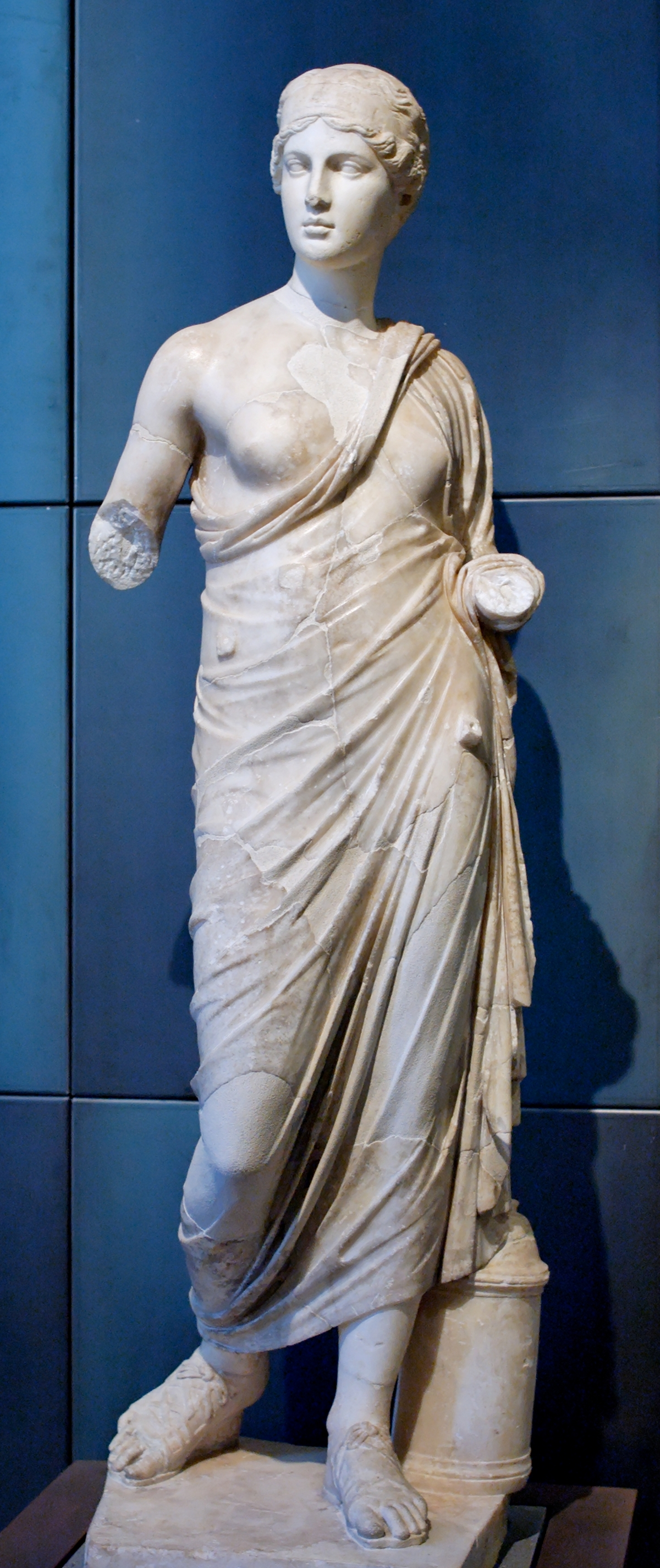
Hygeia de horti Maecenas (museo Capitolino)

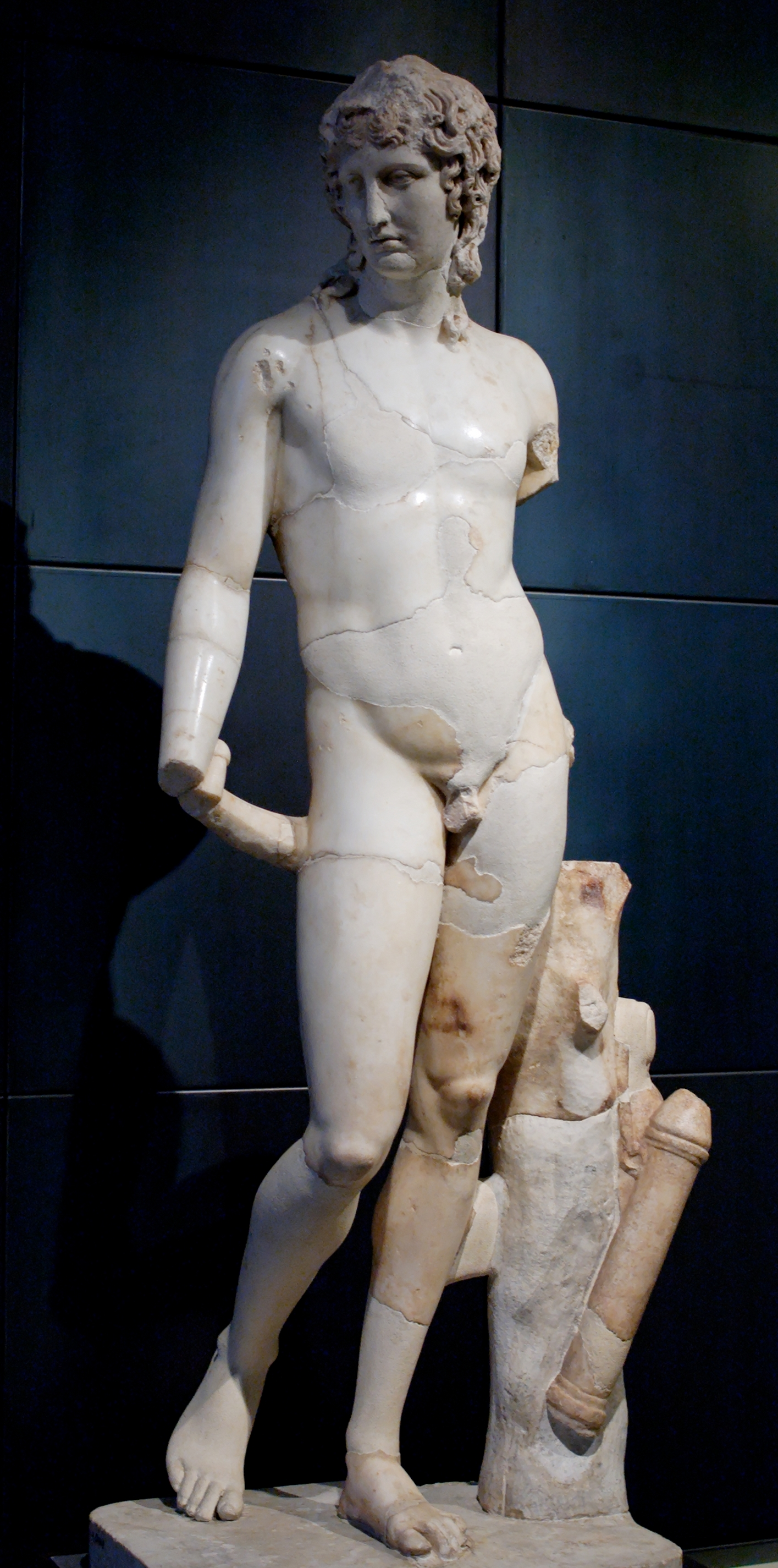
Eros Thanatos del horti Maecenas (museo Capitolino)

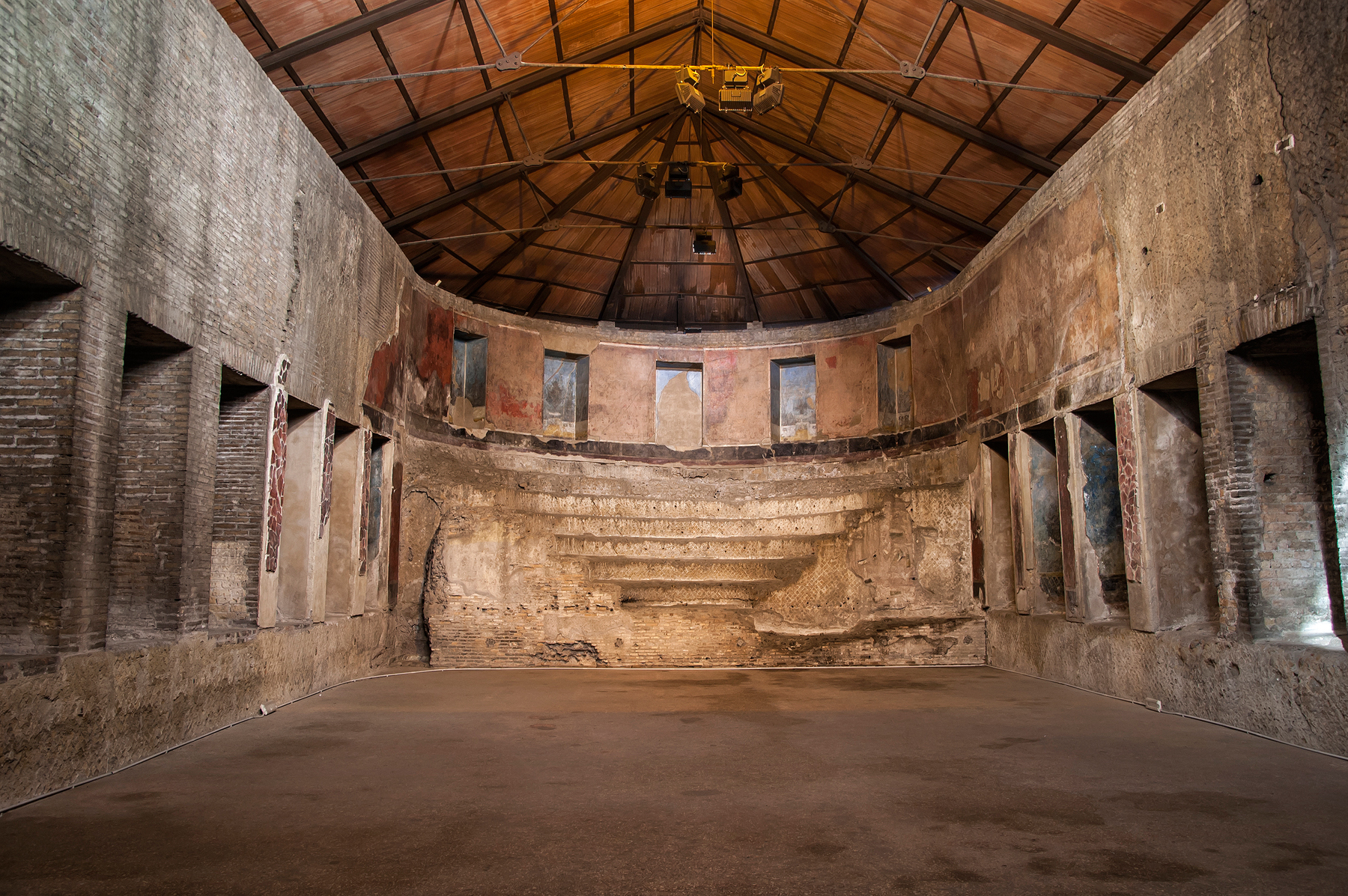
Auditorio de Mecenas.

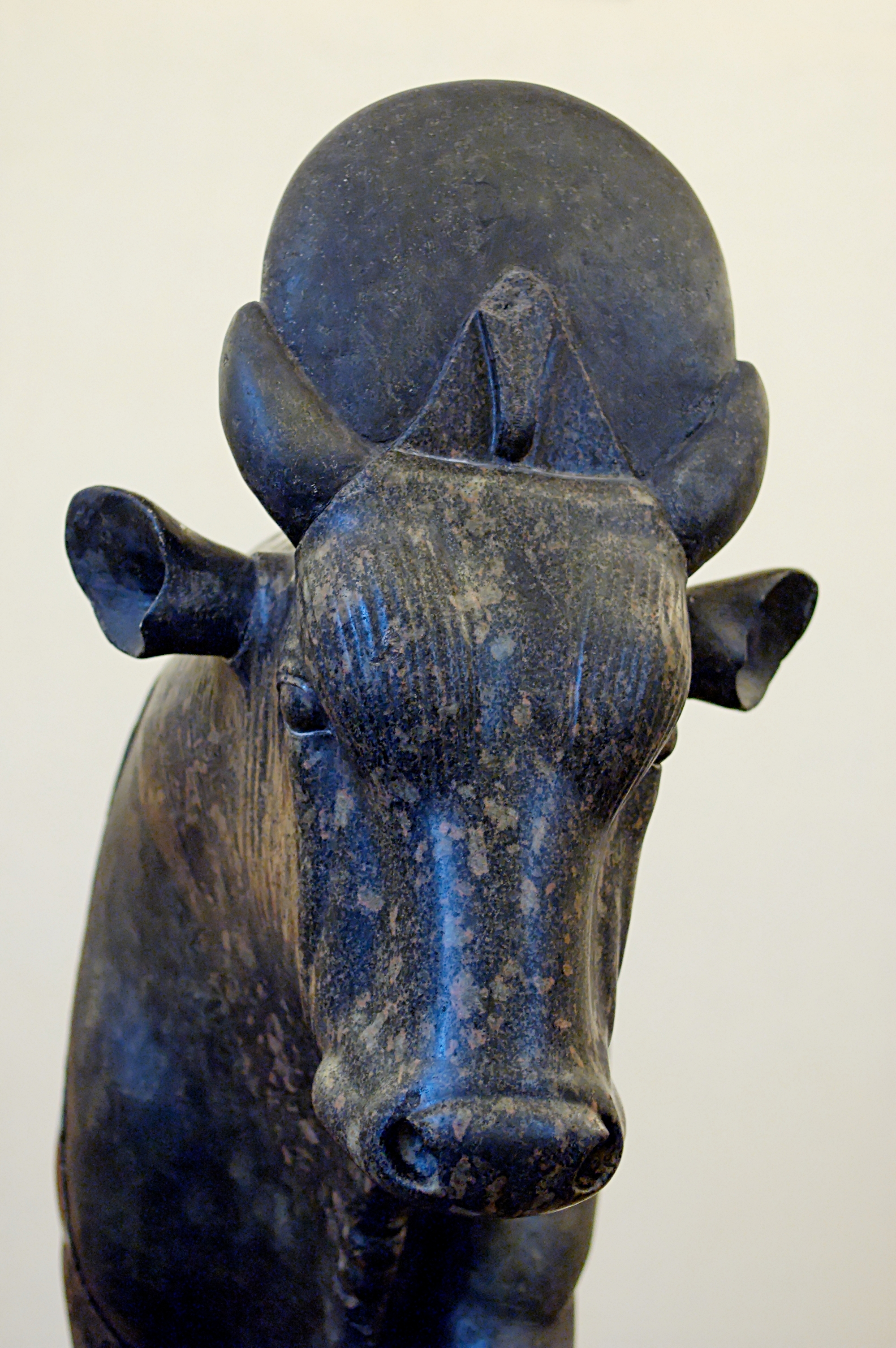
Egipcia granodiorita estatua de Apis encontrada en los alrededores de los Jardines de Mecenas (Palazzo Altemps)

Los Jardines de Mecenas, en latín Horti Maecenatis, fueron una famosa finca de recreo situada en la colina del Esquilino de Roma. Construidos en la década de los años 30 a. C. por Cayo Mecenas, amigo y consejero del emperador Augusto, los jardines, de estilo persa, incluían una lujosa villa y varios edificios y pabellones helenísticos. Se encontraban en la cima del agger de la muralla serviana y su necrópolis adyacente, cerca de los Horti Lamiani. Admirados por su belleza, lujo y tranquilidad, a su muerte Mecenas legó los jardines a su amigo Augusto, y a partir de entonces se convirtieron en parte de las residencias imperiales romanas.

## Historia
Lúculo inició la moda de construir lujosos palacios-jardín en el siglo I a. C. con la construcción de sus horti en la colina Pincia, a los que pronto siguieron los horti de Salustio entre el Quirinal, el Viminal y el Campo de Marte, que fueron los más grandes y ricos del mundo romano. En el siglo III d. C. el número total de horti ocupaba aproximadamente una décima parte de Roma y formaba un cinturón verde alrededor del centro. Los horti eran un lugar de recreo, casi un pequeño palacio, y ofrecían al propietario y a su corte la posibilidad de vivir aislados, lejos de la agitada vida de la ciudad pero cerca de ella. Una característica fundamental de los horti era la gran cantidad de agua necesaria para mantener la rica vegetación y el funcionamiento de las numerosas fuentes y ninfeos. La zona del Esquilino, donde Mecenas construyó sus jardines, era especialmente adecuada para estas residencias, ya que 8 de los 11 grandes acueductos de la ciudad llegaban al Esquilino.

### Sitio
En la época republicana romana, el Esquilino oriental, fuera de las Murallas Servianas, era un cementerio con fosas abiertas (puticuli) para los pobres. La puerta del Esquilino era el lugar donde se ejecutaba a los criminales y se dejaban sus cuerpos para los carroñeros. Hacia el año 40 a. C., Cayo Mecenas, amigo y posterior ministro de Augusto, promovió una reforma de los cementerios públicos, que debían alejarse de la ciudad unas cinco millas. En el 38 a. C. el Senado romano prohibió la incineración de cadáveres al aire libre en un radio de 2 millas de la ciudad. Esta reforma liberó el Esquilino, y permitió su desarrollo urbano. Mecenas debió de adquirir los terrenos de sus futuros jardines en aquella época.

La fase original del jardín se construyó a finales de los años 30 a. C. (el uso del opus reticulatum de ladrillo es la base de esta datación). Esto se consiguió enterrando todo el lugar junto al agger de la muralla de Servio Tullio bajo 6-8 m de tierra para allanar el terreno, y creando lujosos jardines en la parte superior. Los resultados fueron celebrados en una canción del amigo de Mecenas, Horacio: 
Nunc Licet Esquiliis habitare salubribus, atque Aggere in aprico spatiari, quo modo tristes Albis informem spectabant ossibus agrum.  Hoy se puede vivir en un sano Esquilino, y pasear por las soleadas murallas donde antaño se miraba con tristeza el suelo espantoso de huesos blanqueados.
Muchas de las fosas funerarias de la necrópolis antigua, de las que se atestigua que son anteriores a los jardines, se han encontrado cerca de la esquina noroeste de la Piazza Vittorio Emanuele, es decir, fuera de la porta Esquilina y de la Muralla Servia, y al norte de la via Tiburtina. Probablemente los horti se extendían hacia el norte desde esa puerta y vía a ambos lados del agger.

### Casa y jardines
Augusto prefería residir en los jardines de su amigo cada vez que se ponía enfermo. Cuando Mecenas murió en el año 8 a. C., legó los jardines a Augusto en su testamento, y pasaron a ser propiedad imperial. Tiberio vivió allí tras su regreso a Roma en el año 2 d. C. Nerón los conectó con el Palatino a través de su Domus Transitoria, y se afirma que vio el incendio de esa casa palaciega desde la turris Maecenatiana. Esta turris podría ser la molem propinquam nubibus arduis ("la pila, entre las nubes") mencionada por Horacio.
Hacia el final de la dinastía Julio-Claudia, Séneca el Joven criticó el legado de Cayo Mecenas a través del punto de vista de la filosofía estoica. Dijo que la mezcla de arte, naturaleza y agua de los jardines permitía a Mecenas "distraer su mente preocupada con el sonido de las aguas ondulantes." Esta recepción negativa de los jardines como un débil retiro ermitaño tiene sus raíces en una acusación del afeminamiento, y la desigualdad de clase que simbolizaban. La manipulación sensorial y la distracción, a la escala del jardín o del mecenazgo de Mecenas en su interior, suponían una pérdida de control incompatible con los objetivos propiamente patriarcales.
El tutor y cónsul imperial Marco Cornelio Frontón adquirió los jardines a mediados del siglo II d. C. Además de la correspondencia que se conserva con Marco Aurelio, en la que presume de una conexión especial con Horacio forjada por la posesión de las tierras de Mecenas, se encontraron nueve pipas de agua de plomo con su nombre inscrito junto al llamado auditorio. Una domus Frontoniana, mencionada durante el siglo XII en la guía topográfica de Roma del Magister Gregorius, también puede referirse a estos jardines.

### Arqueología

Plan de excavaciones en el Teatro Brancaccio (1914)

Rodolfo Lanciani anunció el descubrimiento de los jardines de Mecenas en 1874. El descubrimiento se produjo durante el febril desarrollo urbano de Roma que siguió a la unificación italiana y al traslado de la capital a Roma. Se encontraron estructuras del sector residencial de los jardines, incluido el llamado Auditorio (como se muestra en el Mapa 23 de Lanciani) y se realizaron más excavaciones entre 1876 y 1880. Sin embargo, algunos restos contiguos fueron mínimamente descritos y rápidamente destruidos. La arqueología debió ser extremadamente compleja, ya que las excavaciones informaron de varios niveles de edificios. Los situados más arriba, en ladrillo, quizá correspondieran a unas termas del siglo III. En las capas más profundas había muros de opus reticulatum atribuibles a la época de Mecenas.
Las construcciones del exterior de las bóvedas de las salas más antiguas reutilizaban esculturas presumiblemente pertenecientes a la decoración de los horti como material de construcción. Aquí se encontraron la hermosa estatua de Marsyas en mármol pavonazzetto, la estatua de la musa Erato, la estatua de un perro de Egipto, una espléndida estatua de Deméter, etc. Además Lanciani señaló " varios torsos de faunos y Venus, un jarrón de flores trabajado en forma de puteal y decorado con hiedra y flores; un altar roto (...), la parte inferior de un grupo de un héroe y una mujer drapeada; siete hermas de Baco indio, filósofos, atletas... ". Junto a las esculturas había también numerosos mosaicos, entre ellos los de opus vermiculatum montados sobre azulejos, para ser utilizados como emblema central de las plantas principales del edificio.
En 1914 se encontró otro notable núcleo edilicio, que incluía tanto estructuras de reticulatum como muros de ladrillo, a pocos metros del Auditorio de Mecenas, en la intersección de las calles Merulana y Mecenate, durante la reconstrucción del Teatro Politeama Brancaccio. Un mapa de los hallazgos ilustra una situación arqueológica coherente probablemente atribuible, al menos en parte, al trazado original de un sector del jardín.

## Características
El término latino que engloba a los jardines, horti, del que deriva la palabra huerto, en la antigüedad se refería generalmente a las villas de lujo de las afueras de Roma, denominadas así por una vegetación especialmente destacada y por su baja densidad urbana. El complejo, rústico pero holístico, parece haber contado con bibliotecas, templetes, campos de equitación, baños y un aviario. Cada parte de los jardines era visual y físicamente accesible por medio terrazas y pórticos sucesivos.
El Aqua Marcia, un acueducto esencial para la ciudad, suministraba agua de alta calidad directamente junto a la propiedad de Mecenas en el Esquilino, lo que hizo que los terrenos estuvieran en una posición única para ser mantenidos como uno de los primeros y más emblemáticos jardines privados de Roma. Esto fue crucial para otra supuesta hazaña logística de los jardines: se dice que Mecenas fue el primer romano en construir una piscina de agua caliente.
El séquito de influyentes poetas latinos patrocinado por Mecenas registró algunas observaciones directas de sus jardines. Propercio menciona que Mecenas "prefería una encina sombría y aguas caídas y unas cuantas hectáreas fiables de tierra fructífera". En su oda a Mecenas, su estrecho colaborador Horacio subraya la amplia elevación de la finca del jardín sobre la extensión de Roma, en definitiva, símbolo del semi-retiro de su amigo, desprendido pero estimado, que pasó asesorando estrechamente a Augusto.

### Obras de arte

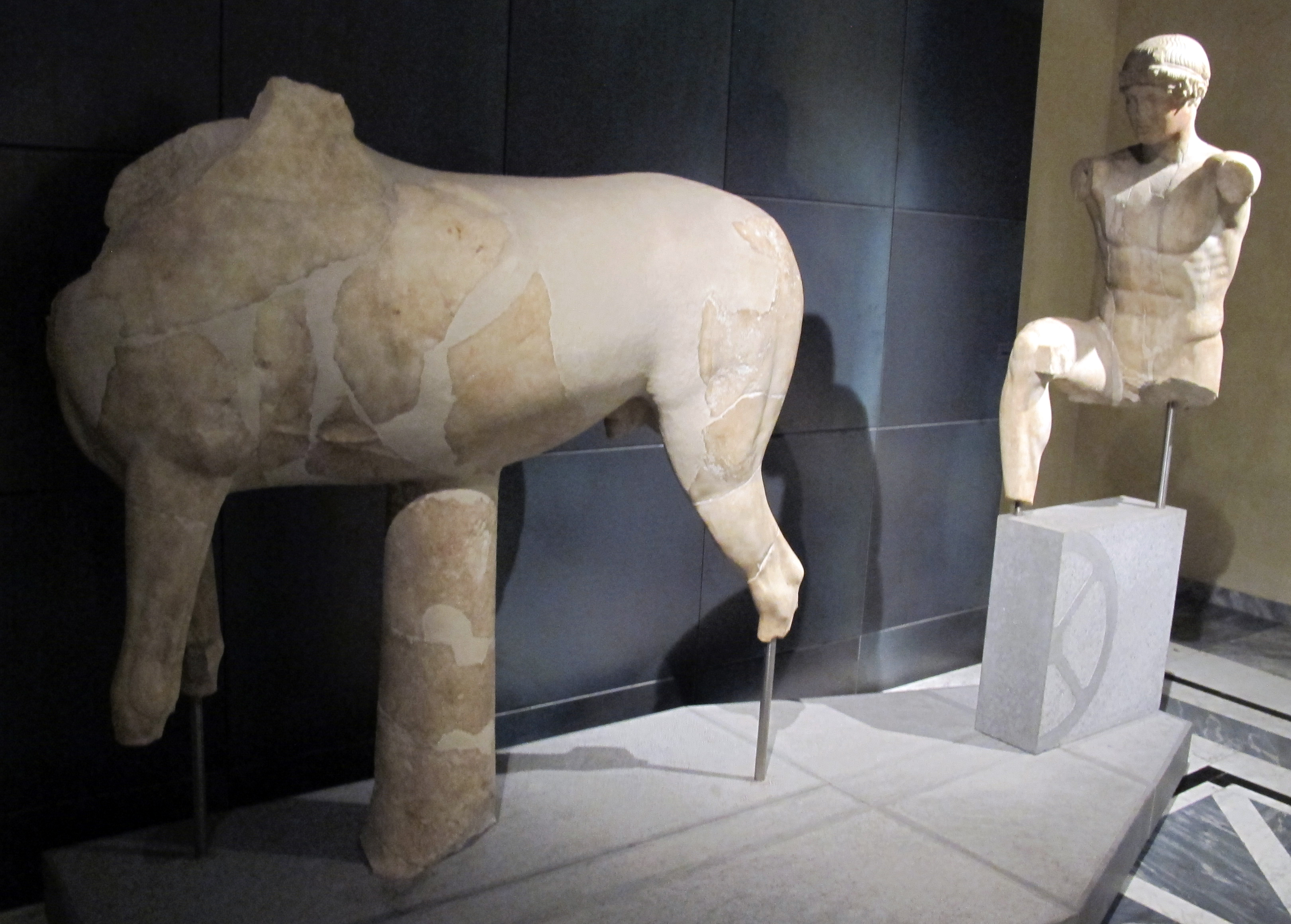
Carroza del Esquilino, reinterpretación romana de una obra griega del s. V a. C.

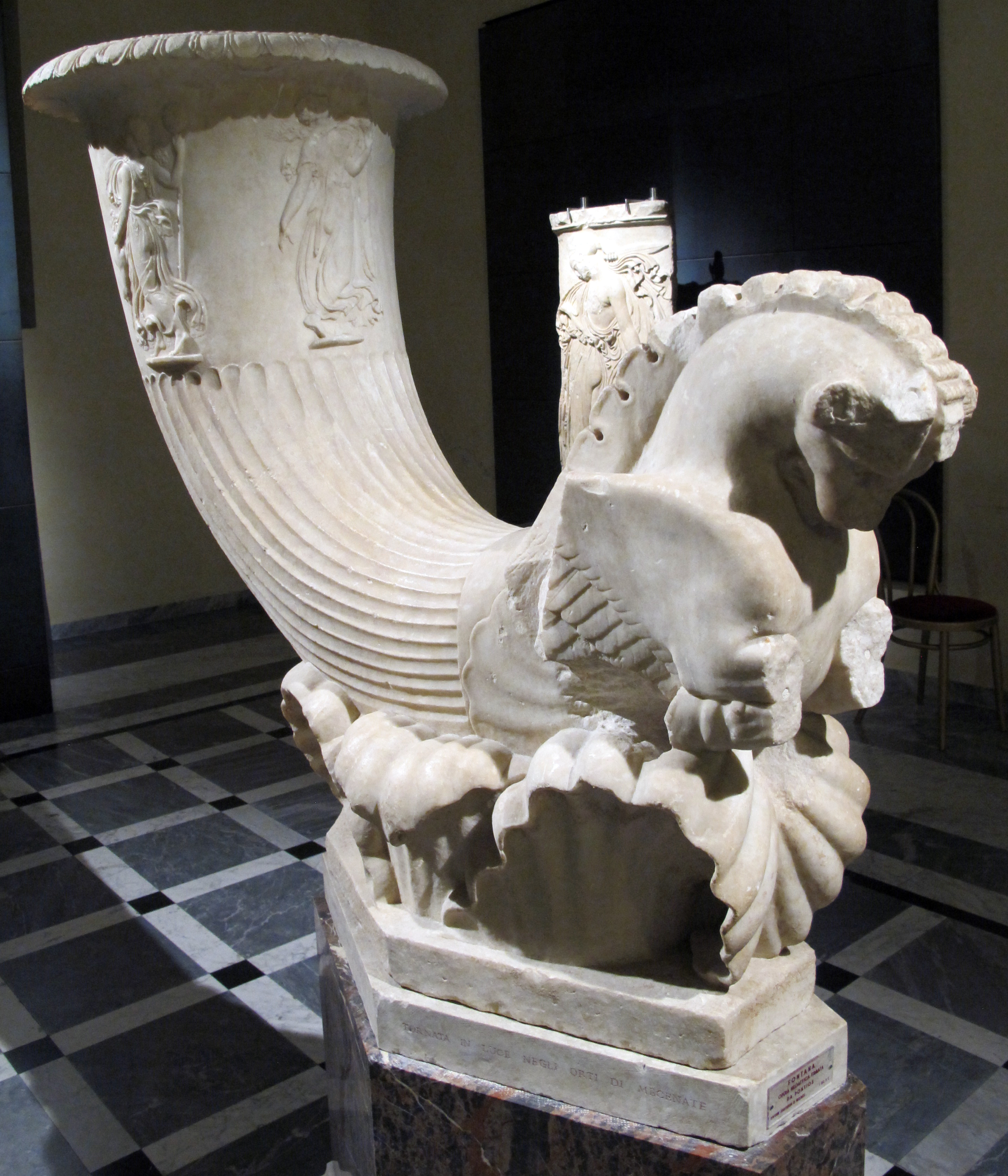
Rhyton de Pontios, Museo Capitolino

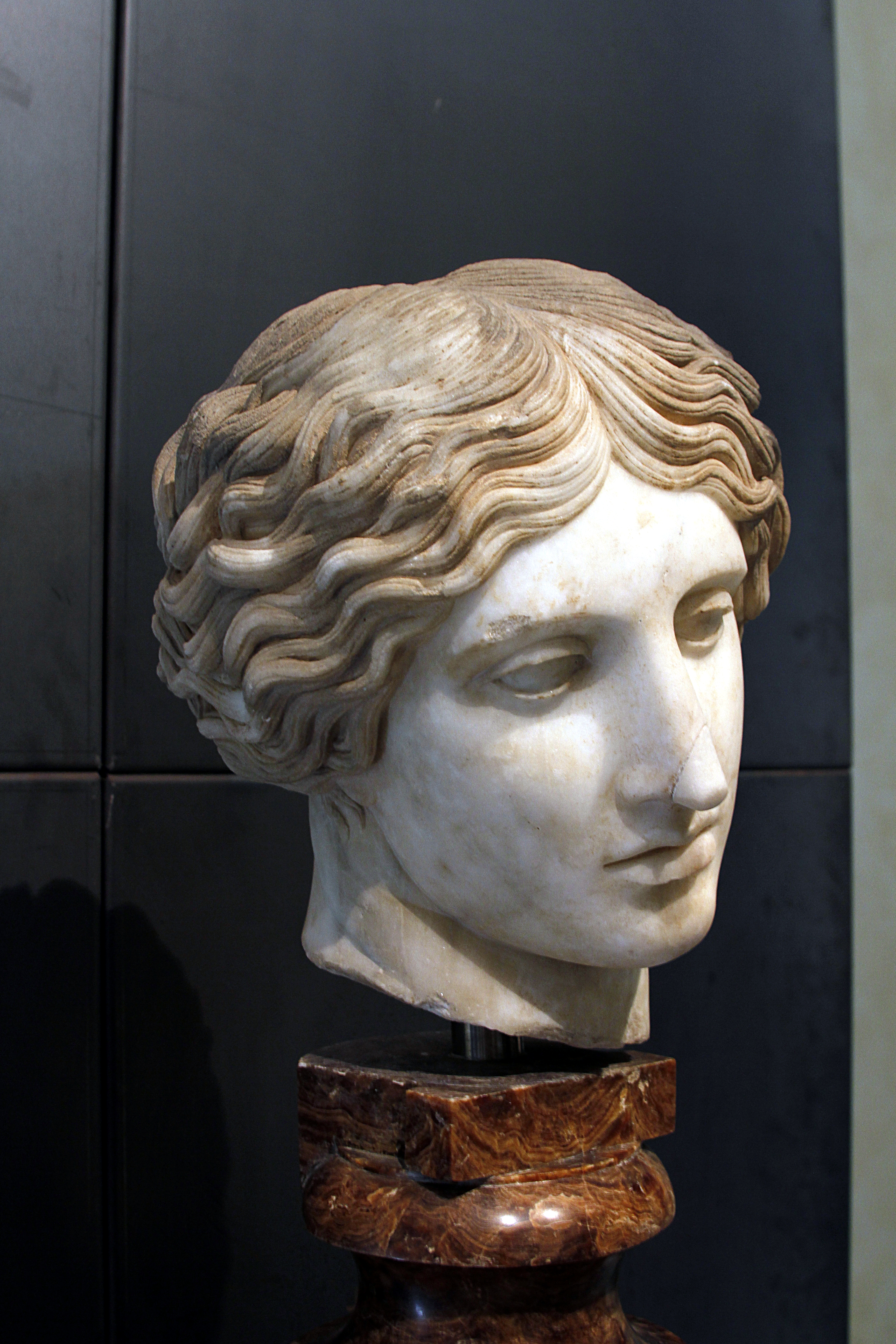
Cabeza de amazona, copia de un bronce, ganador de un concurso en Éfeso en 444-430 a. C. entre los artistas más grandes de la época

Las numerosas obras de arte encontradas a finales del siglo XIX (durante las obras de construcción del nuevo barrio de Esquilino) atestiguan el gusto coleccionista de Mecenas y el lujo prodigado en el mobiliario de esta residencia suburbana, como otros horti. Varias fuentes de mármol, que reflejan con precisión los incomparables jardines que las rodean, desdibujan la línea entre el cultivo domesticado y la imitación humana de la naturaleza. Entre estos parecidos de animales destacan el rhyton en forma de cuerno firmado por el artista griego Pontios, ahora expuesto en los Museos Capitolinos, un refinado relieve con un tema dionisíaco derivado de modelos helenísticos del siglo II a. C., la llamada estatua del moribundo Séneca, un relieve con ménades danzantes inspirado en modelos griegos de finales del siglo V a. C., la cabeza de una amazona copia de un original fechado en el siglo V a. C. y la estatua de Marsyas en mármol pavonazzetto y una estatua de un perro en mármol verde (moschinato serpentino).
Muchos de ellos fueron encontrados reducidos a fragmentos reutilizados como material de construcción dentro de los muros de la antigüedad tardía, según una costumbre bien establecida en Roma especialmente en el Esquilino. El grupo del "auriga del Esquilino", obra de notable perfil artístico de la época imperial temprana realizada en el estilo del siglo V a. C., junto con la estatua de Marsyas, son ejemplos de una exitosa reconstrucción con fragmentos encontrados en la misma zona.
Otras obras destacables, que denotan una continua referencia a la civilización artística griega, están representadas por un conjunto de estelas funerarias de origen ático y por valiosas copias de obras griegas, como la estatua de Deméter o la del Hércules luchador a partir de un original de finales del siglo IV a. C.

### El llamado Auditorio de Mecenas

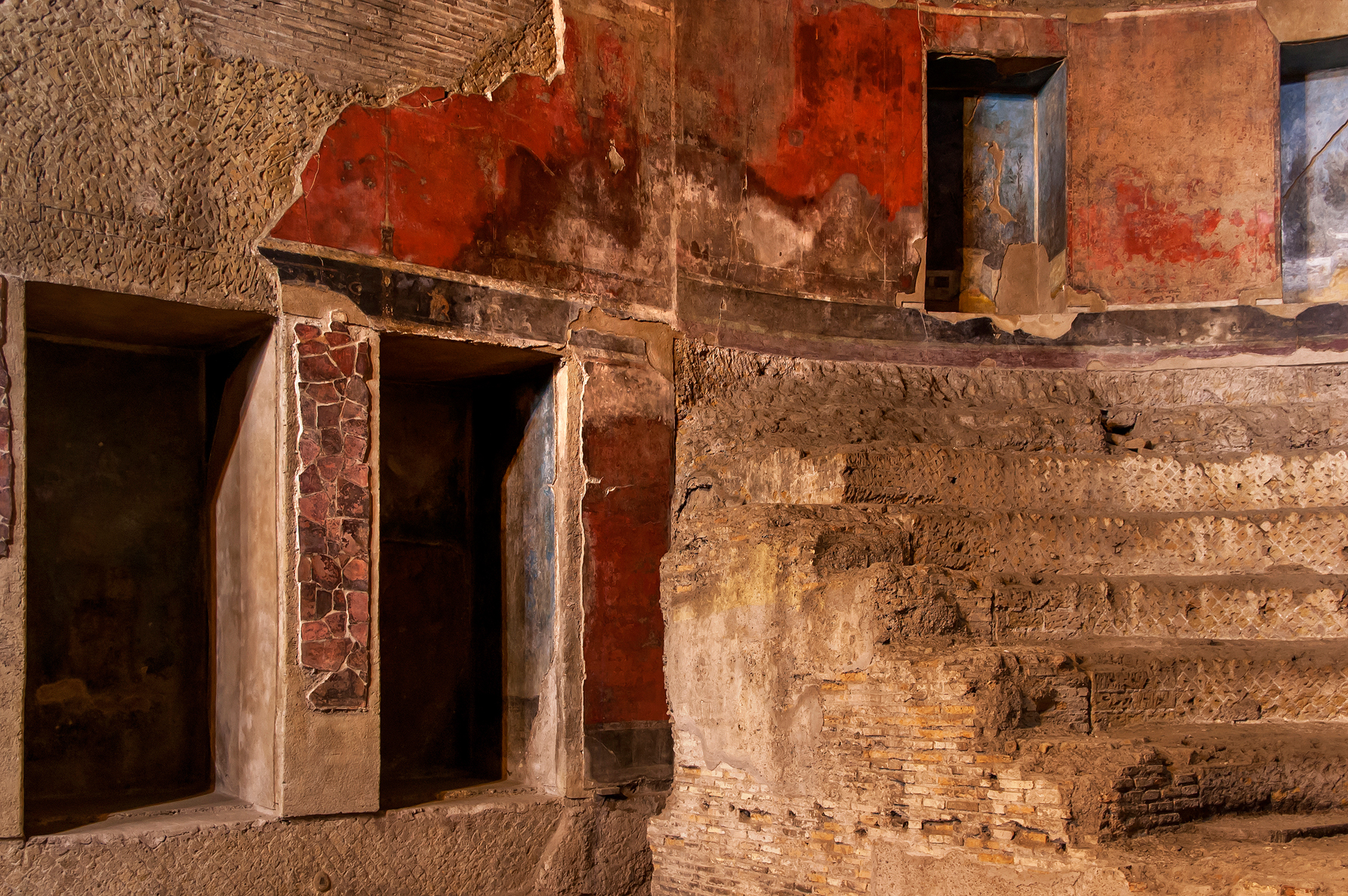
Detalle del ábside

Uno de los hallazgos más llamativos de los jardines es una sala datada de la época républicana tardía que se denomina modernamente "auditorio de Mecenas." Esta sala era muy probablemente un triclinium, que funcionaba como salón de banquetes privado adosado a las dependencias residenciales. La estructura se construyó directamente en la muralla serviana, ya que la ciudad hacía tiempo que había superado las fortificaciones defensivas, y sobre el agger. Los versos de Horacio atestiguan la asunción arquitectónica doméstica de la muralla serviana en las fincas ajardinadas esquilinas, como cuando escribe sobre un "paseo por la muralla soleada."
El Auditorio es larga sala rectangular con un canal que atraviesa el centro terminaba con siete escalones monumentalizados y revestidos de mármol en un ábside semicircular dotado de gradas que recuerdan a un auditorio. Los orificios de las tuberías indican que se trata de la cascada de una fuente y hacen del edificio un triclinium frecuentado principalmente en la época estival, bien resguardado del sol y refrescado por la cascada.
El interior de la sala estaba doblemente aislado, con una antigua rampa que conducía a los visitantes a un nivel subterráneo. Se postula que la habitación podría haber servido tanto de sala de recitación como de triclinio, pues ambos usos no eran mutuamente excluyentes, sino que a menudo eran convertibles estacionalmente. Los sofás se habrían colocado en el centro de la sala, quizá de cara a una representación en el extremo del crucero.
Entre las pruebas del contexto social y cronológico del edificio se encuentra un epigrama erótico del poeta griego Calímaco, pintado en la pared interior, que suplica a un amante masculino que perdone el mal comportamiento causado por la lujuria y el vino. Un precedente helenístico visualmente destacado reforzó el emocionalismo individualista y la experimentación ingeniosa valorados por los escritores neotéricos y elegíacos de Augusto, que habrían frecuentado las funciones de peso de Mecenas, un reputado cultivador de la cultura. De hecho, una adaptación latina del mismo poema aparece en las obras de Propercio, que sin duda pasó un tiempo importante en la finca.
El muro interior presenta diecisiete nichos, cinco a lo largo del ábside y seis a cada lado, decorados con frescos naturalistas que representan paisajes y jardines. Sin embargo, su correlación con el tercer estilo de la pintura romana hace que esta decoración sea probablemente producto de renovaciones posteriores realizadas por Tiberio. Los motivos pictóricos evocadores de los Misterios Dionisíacos, como las escenas procesionales de embriaguez con tirsos y ménades prominentes, coinciden con la fascinación imperial temprana por los ritos de iniciación al culto.
El muro que encierra el lado sureste es un añadido posterior a la excavación. En su forma antigua, la sala parece haberse abierto teatralmente a la ciudad de abajo. La exposición panorámica tanto a las colinas Albanas como a los barrios circundantes aseguraba que los ocupantes pudieran ver todo mientras ellos mismos eran vistos.